# Giovanni Gheddo
Giovanni Gheddo (ur. 1900 w Viancino, zm. 17 grudnia 1942 w ZSRR) – włoski geodeta, żołnierz, kandydat na błogosławionego Kościoła katolickiego. 
Pochodził z religijnej rodziny. Ukończył studia geodezyjne. W 1917 brał udział w bitwie pod Caporetto. W rodzinnych stronach pracował przy projektowaniu kanałów irygacyjnych. Otworzył własną pracownię w Tronzano Vercellese i był sekretarzem „Distretto irriguo Ovest Sesia” (okręg irygacyjny) w zakresie dystrybucji wód kanału Cavour na lokalne pola ryżowe. Część prac wykonywał nieodpłatnie, uwzględniając potrzeby osób ubogich. Był członkiem Akcji Katolickiej. W 1928 poślubił Rosettę Franzi (również kandydatka do beatyfikacji). Małżonkowie zamieszkali w Tronzano i planowali stworzyć rodzinę z licznym potomstwem, z której dzieci mogłyby być wychowane do kapłaństwa i życia zakonnego. Miał troje dzieci: Piero (ur. 1929, pracownik Instytutu Papieskiego dla Misji Zagranicznych), Francesco (ur. 1930) i Mario (ur. 1931). W następnych latach żona przeszła dwa poronienia, a 26 października 1934 urodziła przedwcześnie dwoje 5-miesięcznych bliźniąt, które zmarły razem z nią, chore na zapalenie płuc. Ciężko zniósł stratę żony i nigdy nie ożenił się ponownie. W 1940 został zaciągnięty do wojska i wysłany na front wschodni w ZSRR, co było formą szykany za zdecydowaną postawę antyfaszystowską (jako wdowiec z trójką dzieci nie musiał być powoływany do armii). W listach z frontu pisał o tym, jak dzielił się chlebem z okupowaną ludnością. Według świadectwa innych żołnierzy, w momencie jednego z odwrotów, zamienił się z młodym podporucznikiem i w jego miejsce pozostał z rannymi w szpitalu polowym, który dostał się w ręce sowieckie i tam zginął. Zanotowano jego słowa: Jesteś młody, powinieneś jeszcze przekazać życie innym. Ratuj się, ja zostanę. Za ten czyn został odznaczony brązowym Medalem za Męstwo Wojskowe. 
Proces beatyfikacyjny małżeństwa rozpoczął się 18 lutego 2006 w Tronzano (trybunał informacyjny otworzył arcybiskup Enrico Masseroni).